# Стайки (гора)
Стайки́ — гора в массиве Черногора (Украинские Карпаты). Расположена в юго-западной части Верховинского района  Ивано-Франковской области, южнее села Дземброни и западнее села  Зелёное.
Высота 1743,6 м (по другим данным — 1745 м). Вершина не покрыта растительностью, склоны крутые, подножия горы поросли лесом. Стайки вместе с несколькими соседними вершинами (Малые Стайки, Шуримская, Подороватый) образует выразительный хребет, который простирается с юго-востока на северо-запад. Хребет отграничен от соседних хребтов долинами левых притоков Чёрный Черемош — Погорелец, Подороватый и другими.
К востоку от вершины расположена гора Скорушный (1551 м), на северо-запад — горы Малые Стайки (1735 м) и  Смотрич (1898 м), а на юго-запад — живописное высокогорное озеро Маричейка.